# Станція «Сеул» (фільм)
«Станція „Сеул“» (кор. 서울역, Seoulyeok) — південнокорейський анімаційний фільм-хоррор, знятий Йоном Сан Хо. Він є приквелом до фільму «Потяг до Пусана» (2016) того ж режисера. Прем'єра стрічки відбулась 5 квітня 2016 року на Брюссельському міжнародному кінофестивалі фантастики. Фільм розповідає про групу людей на залізничному вокзалі Сеула під час епідемії зомбівіруса.

## У ролях
- Сім Ин Кьон — Хе Сон
- Рю Син Рьон — батько Хе Сон
- Лі Джун — Кі Ун

## Виробництво
Зйомки фільму відбувались протягом 2014 року та на початку 2015 року.

## Визнання
| Нагороди та номінації фільму «Станція „Сеул“» | Нагороди та номінації фільму «Станція „Сеул“» | Нагороди та номінації фільму «Станція „Сеул“» | Нагороди та номінації фільму «Станція „Сеул“» | Нагороди та номінації фільму «Станція „Сеул“» | Нагороди та номінації фільму «Станція „Сеул“» |
| Рік                                           | Кінопремія / Кінофестиваль                    | Категорія / Нагорода                          | Номінант                                      | Результат                                     |                                               |
| --------------------------------------------- | --------------------------------------------- | --------------------------------------------- | --------------------------------------------- | --------------------------------------------- | --------------------------------------------- |
| 2016                                          | Міжнародний кінофестиваль «Фантазія»          | Найкращий анімаційний фільм                   | «Станція „Сеул“»                              | Номінація                                     |                                               |